# 18 avril 1990
Le mercredi 18 avril 1990 est le 108e jour de l'année 1990.

## Naissances
- Anna van der Breggen, coureuse cycliste néerlandaise
- Anthony DeSclafani, joueur américain de baseball
- Artem Dubovskoy, nageur russe
- Brittany Robertson, actrice américaine
- Bruno Formigoni, joueur de football brésilien
- Damjan Đoković, footballeur croate
- Evan Marshall, joueur américain de baseball
- Guro Rundbraathen, handballeuse norvégienne
- Henderson Álvarez, joueur vénézuélien de baseball
- Jenny Elbe, athlète allemande, spécialiste du triple saut
- Luca Dotto, nageur italien
- Baye Oumar Niasse, footballeur sénégalais
- Pablo Punyed, joueur américain de football
- Refka Helali, handballeuse tunisienne
- Saki Minemura, volleyeuse japonaise
- Thomas Beretta, joueur de volley-ball italien
- Tress Way, joueur américain de football américain
- William Deslauriers, chanteur canadien
- Wojciech Szczęsny, footballeur polonais

- Cigar (morte le 7 octobre 2014), cheval de course né aux États-Unis

## Décès
- Frédéric Rossif (né le 14 août 1922), réalisateur français
- Robert D. Webb (né le 8 janvier 1903), réalisateur américain

## Événements
- Découverte des astéroïdes (11878) Hanamiyama et (5962) Shikokutenkyo
- Fondation de la municipalité Saint-Zacharie au Québec